# Viaduc de l’Arrêt Darré
Das Viaduc de l’Arrêt Darré führt die Autoroute A 64 bei Lhez im Département Hautes-Pyrénées in der Region Okzitanien über das Flüsschen Arrêt-Darré und die Route départementale D 817.

## Beschreibung
Die Autobahnbrücke hat in jeder Fahrtrichtung zwei Fahrspuren und einen schmalen Pannenstreifen. Sie ist 512 m lang und 20,4 m breit. Die Fahrbahn beschreibt eine Kurve mit einem Radius von 1250 m und hat in westlicher Richtung ein Gefälle von 3,78 %. Ihr fünf Öffnungen haben Pfeilerachsabstände von 60 + 4x100 + 52 m.
Die Spannbeton-Pfeiler haben einen Hohlquerschnitt. Sie bestehen aus 2,75 m hohen Fertigteilen, die mithilfe eines Krans aufeinandergestapelt und anschließend mit dem Fundament verspannt wurden.
Der Fahrbahnträger besteht aus einem einzelligen, gevouteten Spannbeton-Hohlkasten mit trapezförmigem Querschnitt, dessen Bauhöhe von 6,3 m an den Pfeilern bis auf 2,9 m in Feldmitte abnimmt. Die 20,4 m breite Fahrbahnplatte kragt seitlich aus. Der Hohlkasten wurde zunächst auf den einzelnen Pfeilern im Freivorbau aus verklebten Fertigteilsegmenten erstellt, danach wurde die Reihe waagrechter Träger entsprechend dem Längsprofil gekippt und zu einem Durchlaufträger zusammenbetoniert. Anschließend wurde die auskragende Fahrbahnplatte anbetoniert.
2010 wurde entdeckt, dass Fledermäuse (Kleine Hufeisennasen) das Innere der Brücke besiedelt haben.

## Geschichte
Bei der Ausschreibung der Brücke stellte Jacques Mathivat einen Entwurf mit einem kurzen Mittelpylon und flach geneigten Schrägseilen vor, für die er in einem 1987 erschienenen französischen Artikel den Begriff précontrainte extradossée prägte. In einer späteren englischen Veröffentlichung nannte er sie extradosed bridge, ein Begriff, der inzwischen für die Extradosed-Brücken weltweit verwendet wird.